# Abele l'agnelleone
Abele l'agnelleone (Lambert the Sheepish Lion) è un film animato del 1952 diretto da Jack Hannah. È un cortometraggio animato prodotto da Walt Disney, uscito negli Stati Uniti l'8 febbraio 1952 e distribuito dalla RKO Radio Pictures. Il film ricevette la candidatura ai Premi Oscar 1952 come miglior cortometraggio di animazione. 
Dal 1985 viene distribuito con il titolo Lambert, il leone tenerone.

## Trama
Un gregge di pecore aspetta che la cicogna porti loro degli agnellini. Finalmente, in una notte di primavera, il signor cicogna arriva, ogni agnellino si sceglie la propria mamma, ma una pecora rimane senza cucciolo e si allontana piangendo tristemente. Nel frattempo però, un cucciolo viene fuori dal fagotto: è un leoncino. Resosi conto dell'errore, il signor cicogna tenta di riprendersi il cucciolo e continuare il viaggio, ma la pecora, ormai affezionatasi a lui, si arrabbia e caccia via l'uccello con una testata e il leoncino viene chiamato Abele. Il mattino seguente, tutti gli agnellini si ritrovano e iniziano a giocare, ma deridono e canzonano l'ultimo arrivato perché è diverso da loro. Arrivato l'autunno, gli agnellini sono diventati montoni e Abele è ormai divenuto un leone adulto, ma nonostante ciò continua a essere il bersaglio degli scherzi dei montoni, per i quali non si infuria, visto il suo animo buono. Ma una notte, un lupo tende un'imboscata al gregge e attacca la madre del leone, che grida aiuto. Il leone inizialmente rimane terrorizzato, ma ben presto riesce a liberare i suoi istinti felini, spaventando il lupo con un possente ruggito e gettandolo da una rupe con una testata.
Alla fine, i montoni portano il loro strano fratello in trionfo, mentre il lupo rimane appeso a un arbusto, ma non morirà di fame, perché l'arbusto fa delle bacche ogni autunno.

## Produzione
Prodotto dalla Walt Disney Productions. Nella versione originale, la voce del narratore è di Sterling Holloway, che presta la voce anche alla cicogna (la stessa apparsa nel film Dumbo, in cui era doppiata dallo stesso Holloway). June Foray doppiò invece alcuni personaggi non accreditati, come la madre di Lambert, le pecore del gregge e lo stesso leone, che si esprime a ruggiti e miagolii. Il lupo antagonista somiglia molto a quello visto in Pierino e il Lupo, un segmento del classico Musica maestro; quando cade dal precipizio, questo personaggio emette il famoso urlo di Pippo.
Si dice che questo fosse il cartone animato preferito da Hirohito, imperatore del Giappone, e che Walt Disney in persona gli fece dono di una copia del cortometraggio.

## Distribuzione

### Edizione italiana
Il corto fu distribuito nei cinema italiani nel febbraio 1954 proiettato a seguito del film La spada e la rosa. Il corto fu poi ridoppiato nel 1985 dalla Effe Elle Due sotto la direzione di Franco Latini per l'inclusione nella VHS Serie oro - Il meglio di Disney: I favolosi anni 50. Nel 1993, per la riedizione VHS, il corto fu nuovamente ridoppiato dal Gruppo Trenta. Tale doppiaggio venne usato per le pubblicazioni home-video, nelle trasmissioni TV e nelle occasioni successive.

### Cinema
- La spada e la rosa (18 febbraio 1954)[1][2]

### VHS
- Serie oro - Il meglio di Disney, dicembre 1985[3]
- La balena Ugoladoro e altre storie (serie Walt Disney: Miniclassici), settembre 1993 (con il titolo Lambert il leonpecora)[4]
- Topolino & C. - Naturalmente amici, settembre 2001[5]

### DVD
Il cortometraggio è stato incluso nel DVD Le Fiabe Disney Vol. 5 - I Tre Porcellini e altre storie, ed è stato altresì inserito come contenuto speciale nei DVD dei classici Disney Lo scrigno delle sette perle e Red e Toby - Nemiciamici.

## Riduzione a fumetti
Tra agosto e ottobre 1956 fu pubblicata a puntate domenicali una riduzione a fumetti del cortometraggio, sceneggiata da Frank Reilly e disegnata da Floyd Gottfredson. In Italia il fumetto è stato pubblicato per la prima volta su Almanacco Topolino 178 (1972) col titolo Zirlino, Leone Pecorino.